# Ilarion Makariopolski

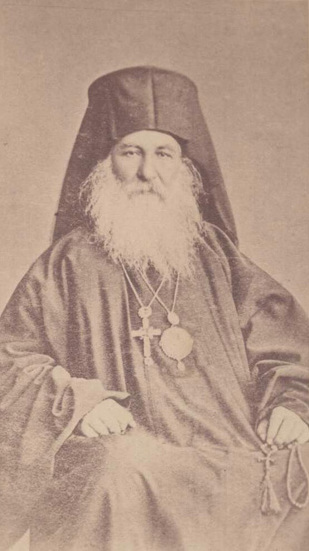
Ilarion Makariopolski

Ilarion Makariopolski (bulgarisch Иларион Макариополски, auch als Ilarion Michajlowski bekannt), geboren als Stojan Stojanow Michajlowski (bulg. Стоян Стоянов Михайловски; * 1812 in Elena; † 4. Juni 1875 in Konstantinopel) war ein bulgarischer Geistlicher, Aktivist im Kampf für eine unabhängige bulgarische Kirche und der Bulgarischen Nationalen Wiedergeburt. Makariopolski war eng mit dem Freiheitskämpfer Georgi Rakowski und mit Christo Stambolski befreundet. Er hatte acht Geschwister, darunter Nikola, der Vater von Stojan Michajlowski war und die jüngere Schweter Stana Michajlowska, welche den Industriellen Dimitar Burow, Vater von Atanas Burow heiratete.
1858 wurde er zum Bischof der bulgarischen Gemeinde in Konstantinopel gewählt.
Am 3. Apriljul. / 15. April 1860greg. während des so genannten »Ostern-Aktion« vollzog Bischof Ilarion Makariopolski in der bulgarischen Kirche »Sankt Stefan« in Konstantinopel beim Ostergottesdienst einen demonstrativen Akt, indem er in der liturgisch vorgeschriebenen Nennung des Namens des ökumenischen Patriarchen von Konstantinopel unterließ und stattdessen im Gebet »des ganzen orthodoxen Episkopats« gedachte. In den kirchlichen Kanones wurde dieser Akt mit der Abwendung von dem kirchlichen Oberhaupt, dem Konstantinopoler Patriarchen, gleichgesetzt. Da auch weitere bulgarische Würdenträger seinem Beispiel folgten, wurde Ilarion Makariopolski erneut (1861–1864) mit weiteren Priestern in das Hilandar-Kloster verbannt.
Er starb im Jahre 1875 und wurde in Konstantinopel begraben. Nach ihm ist seit 2005 der Ilarion Ridge benannt, ein Gebirgskamm auf Greenwich Island in der Antarktis.